# Ludvík Svoboda
Ludvík Svoboda (Hroznatín, Moravië, 25 november 1895 – Praag, 20 september 1979) was een Tsjecho-Slowaaks generaal en politicus. Hij streed in de Eerste en Tweede Wereldoorlog en wordt beschouwd als een nationale held. Van 30 maart 1968 tot 28 mei 1975 was hij president van Tsjechoslowakije.

## Biografie
In 1915 ging hij het Oostenrijks-Hongaarse leger in, en aan het eind van dat jaar werd hij krijgsgevangen gemaakt. Na zijn vrijlating trad hij toe tot het Tsjechoslowaaks Legioen en nam hij in 1917 en 1918 deel aan de slagen bij Zborow en Bachmatsj en uiteindelijk in 1919 en 1920 aan de 'anabasis' dwars door Siberië naar Vladivostok. In 1920 keerde hij terug in Tsjechoslowakije met de rang van kapitein. Toen Duitsland begin 1939 het land binnenviel, was hij opgeklommen tot luitenant-kolonel. Hij sloot zich aan bij de ondergrondse verzetsbeweging Obrana národa (landsverdediging), maar moest in juni al de wijk nemen naar Polen uit vrees voor aanhouding door de Gestapo. Na de bezetting van Polen door Duitsland en de Sovjet-Unie viel hij in handen van de Sovjets. Op 15 juli 1942 ruim een jaar na de Duitse inval in de Sovjet-Unie in juni 1941 werd hij aangesteld tot bevelhebber van het Eerste Tsjechoslowaakse Legerkorps waarmee hij een eerste succes behaalde in de Slag bij Sokolovo (8 en 9 maart 1943) toen de Tsjechoslowaken in samenwerking met het Rode Leger de oprukkende Duitsers tot staan brachten en verhinderden dat ze de rivier de Mzha over konden steken. In september en oktober 1944 nam Svoboda met zijn legerkorps deel aan de Slag bij de Duklapas.
Na de Tweede Wereldoorlog werd hij minister van Landsverdediging. Begin jaren vijftig werd hij slachtoffer van stalinistische zuiveringen en werd hij gevangengezet. Later volgde zijn rehabilitatie en in 1965 werd hij onderscheiden met de titel Held van de Sovjet-Unie. Op 5 januari 1968 viel de regering Novotný en nam de Praagse Lente een aanvang. In maart werd Antonín Novotný ook afgezet als president en op aanbeveling van de nieuwe partijleider Alexander Dubček werd de nationale held Svoboda tot president benoemd. In augustus trokken troepen van het Warschaupact Tsjechoslowakije binnen om een einde te maken aan de Praagse Lente. Dubček en de zijnen werden gevankelijk naar Moskou overgebracht. Svoboda werd ongemoeid gelaten maar vertrok ook naar Moskou om hun vrijlating te bepleiten bij de Sovjetleider Leonid Brezjnev. Hij slaagde daarin maar kon niet voorkomen dat hij en de vrijgelaten Tsjechoslowaakse leiders, onder wie Dubček en diens latere opvolger Gustáv Husák, het Protocol van Moskou moesten ondertekenen. De Tsjecho-Slowaakse leiders, Svoboda incluis, keerden weer thuis, maar binnen korte tijd verloren alle hervormingsgezinden hun functie en hadden de conservatieven onder leiding van Husák de touwtjes strak in handen. Alleen Svoboda hield geruime tijd stand, al moest hij wel zijn instemming verlenen aan vele reactionaire maatregelen. Uiteindelijk werd hij gedwongen af te treden in 1975, toen zijn gezondheid achteruit aan het gaan was. Ook hij werd opgevolgd door Husák.